# Pane quotidiano
Pane quotidiano è stato un programma televisivo di approfondimento culturale condotto dalla giornalista Concita De Gregorio in onda dal lunedì al venerdì alle ore 12:45 su Rai 3.

## Il programma
La trasmissione si proponeva di presentare ogni giorno un libro ospitando in studio l'autore e, in qualità di pubblico, studenti di scuole di vari ordini e gradi che pongono domande all'interlocutore e offrono riflessioni sull'argomento trattato.

### 2013
- 23/09/2013 - Una ragazza di nome Maria - Corrado Augias, Inchiesta su Maria
- 24/09/2013 - È la quantità che fa il veleno - Costanza Quatriglio, Con il fiato sospeso
- 25/09/2013 - L'ha detto papà - Massimo Recalcati, Patria senza padri
- 26/09/2013 - I Papi scrivono - Piergiorgio Odifreddi, Come stanno le cose
- 27/09/2013 - Chi comanda a Roma? - Carlo Bonini e Giancarlo De Cataldo, Suburra
- 30/09/2013 - La musica salva la vita - Vinicio Capossela, Tefteri
- 01/10/2013 - Il signore dell'anello - Gianfranco Rosi con Paolo Regis presentano film documentario Sacro GRA
- 02/10/2013 - Democrazia in diretta - Carlo Freccero, La politica tra web e tv
- 03/10/2013 - Roba nostra - Alessandra Coppola e Ilaria Ramoni, Per il nostro bene
- 04/10/2013 - Mare grande mare piccolo - Alessandro Leogrande, Fumo sulle città
- 07/10/2013 - La storia sul taccuino - Sandra Bonsanti, Il gioco grande del potere
- 08/10/2013 - Troppi Machiavelli - Maurizio Viroli, Machiavelli. Filosofo delle libertà
- 09/10/2013 - Se consideri la colpa - Francesco Niccolini, Vajont
- 10/10/2013 - Luna Park Italia - Tomaso Montanari, Le pietre e il popolo
- 11/10/2013 - L'inverno fa Freud - Renata Colorni, L'arte di tradurre
- 14/10/2013 - Tassativamente - Ernesto Maria Ruffini, L'evasione spiegata ad un evasore
- 15/10/2013 - La mia Africa - Taiye Selasi, La bellezza delle cose fragili
- 16/10/2013 - Un lenzuolo di pietre - Anna Foa, Portico d'Ottavia 13
- 17/10/2013 - La prima donna - Melania Gaia Mazzucco, Sei come sei
- 18/10/2013 - Gli ultimi saranno i primi - Eraldo Affinati, Elogio del ripetente
- 21/10/2013 - Resistere o desistere? - Giovanni De Luna, Una politica senza religione
- 22/10/2013 - Una notte tempestosa... - Giuseppe Culicchia, E così vorresti fare lo scrittore
- 23/10/2013 - Mescolati come le acque di un fiume - Cécile Kyenge, Straniero in patria
- 24/10/2013 - Teheran mon amour - Bijan Zarmandili, Vieni a trovarmi Simone Signoret
- 25/10/2013 - Biella da morire - Silvia Avallone con Michele Rossi, Marina bellezza
- 28/10/2013 - Franco Cordero, Morbo italico
- 29/10/2013 - A passo d'uomo - Goffredo Fofi, Intellettuale chi?
- 30/10/2013 - Rosso pompeiano - Eva Cantarella, Pompei è viva
- 31/10/2013 - In dubio veritas - Giulio Giorello, La lezione di Martini
- 01/11/2013 - Magnifica merce - Walter Siti, Resistere non serve a niente
- 02/11/2013 - Il giallo e il nero - Marco Malvaldi, Argento vivo, ed Ena Marchi
- 05/11/2013 - Uno, ciascuno, centomila - Remo Bodei, Immaginare altre vite
- 06/11/2013 - Le antipatiche - Cristina De Stefano, Oriana. Una donna
- 07/11/2013 - In nome del padre - Valerio Magrelli, Geologia di un padre e Antonio Scurati, Il padre infedele
- 08/11/2013 - Una vita non basta - Eugenio Scalfari, L'amore, la vita, il destino
- 09/11/2013 - Nessuno deve sapere - Nicola Gratteri, Acqua santissima
- 12/11/2013 - Tutti casa e chiesa - Nadia Urbinati, Missione impossibile
- 13/11/2013 - Le strade dell'arte - Sabina De Gregori, Banksy. Il terrorista dell'arte
- 14/11/2013 - Veglia di un paes(es)aggio - Tullio Pericoli, Paesaggi e Roberta Valtorta, Luogo e identità nella fotografia italiana contemporanea
- 15/11/2013 - L'età dell'oro - Carlotta Ferlito, Cosa penso mentre volo
- 18/11/2013 - L'importante è la salute - Michele Bocci, La mangiatoia e Ottavio Davini, Il prezzo della salute
- 19/11/2013 - Parole parole parole - Andrea Camilleri e Tullio De Mauro, La lingua batte dove il dente duole
- 20/11/2013 - La ribelle - Dacia Maraini, Chiara di Assisi
- 21/11/2013 - Oggetti smarriti - Marco Imarisio, Italia ventunesimo secolo
- 22/11/2013 - Gadda, le parole e la voce - Fabrizio Gifuni, Un gomitolo di concause. Lettere a Pietro Citati
- 25/11/2013 - La musica ci salverà - Uto Ughi, Quel diavolo di un trillo
- 26/11/2013 - Crociati e congiurati - Alberto Melloni, Quel che resta di Dio e Carlotta Zavattiero, Le lobby del Vaticano
- 27/11/2013 - I sommersi e i salvati - Peppe Dell'Acqua e Carlo Mazzerbo, Ne vale la pena
- 28/11/2013 - Ho visto il male negli occhi - Domenico Quirico, Il paese del male
- 29/11/2013 - Dr. Jekyll e Mr. Web  - Loredana Lipperini, Morti di fama e Francesco Costa
- 02/12/2013 - Pd, tiro al bersaglio - Mauro Calise, Fuorigioco e Marco Damilano
- 03/12/2013 - Giochi di ruolo - Monica Martinelli e Chiara Carrer, I tre porcellini
- 04/12/2013 - War games - Fabio Mini, La guerra spiegata a...
- 05/12/2013 - Una bella giornata - Raffaele La Capria, Umori e malumori e Angelo Carotenuto
- 06/12/2013 - All you need is love - Stefano Rodotà, Il diritto di avere diritti
- 09/12/2013 - Non è successo niente - Benedetta Tobagi, Una stella incoronata di buio
- 10/12/2013 - Dove vanno i desideri - Gipi, Unastoria e Zerocalcare
- 12/12/2013 - La ragazza con la bicicletta - Rosetta Loy, Gli anni fra cane e lupo
- 13/12/2013 - Sole come regine - Annarosa Buttarelli, Sovrane e Roberto Brunelli
- 16/12/2013 - Il tradimento della politica - Ilvo Diamanti, Un salto nel voto e Paolo Nori, Mo mama
- 17/12/2013 - Non uno di meno - Claudio Fava, Mar del Plata e Alejandro Villalon
- 18/12/2013 - Il genio dentro di noi - Edoardo Boncinelli, Una sola vita non basta
- 19/12/2013 - Quante pagine, dottore? - Fabio Stassi, Curarsi con i libri e Guido Davico Bonino, Incontri con uomini di qualità
- 20/12/2013 - 'Na sera 'e maggio - Maurizio De Giovanni, I bastardi di Pizzofalcone e Buio per i bastardi di Pizzofalcone
- 23/12/2013 - Gli uomini che mascalzoni - Mimmo Franzinelli, Il duce e le donne
- 27/12/2013 - Chiamami Federico - Nicola Longo, Poliziotto e Gianfranco Angelucci, Segreti e bugie di Federico Fellini
- 30/12/2013 - Le parole per dirlo - Sonia Bergamasco, Il ballo e Antonella Anedda, Isolatria. Viaggio nell'arcipelago della Maddalena
- 31/12/2013 - I gesti bianchi - Gianni Clerici, Wimbledon

#### 2014
- 02/01/2014 - Arrabbiatevi! - Bruno Tognolini, Rime raminghe e rime di rabbia e Daniele Novara, Litigare fa bene
- 03/01/2014 - Viaggio al centro della Terra - Giovanni Bignami, Il mistero delle sette sfere
- 07/01/2014 - Primadonna - Giovanna Cau, Diversamente giovane
- 08/01/2014 - Piccoli mostri crescono - Tommaso Braccini, Indagine sull'orco
- 09/01/2014 - La verità non esiste - Paolo Mieli, I conti con la storia
- 10/01/2014 - Il deserto qui vicino - Paolo Virzì presenta il film Il capitale umano
- 13/01/2014 - Questo Paese, strano ma bellissimo - Guido Craniz, Diario di un naufragio
- 14/01/2014 - Più in alto delle nuvole - Massimiliano Fuksas, l'architettura e la vita
- 15/01/2014 - Onda su onda - Riccardo Chiaberge, Wireless
- 16/01/2014 - Tutto in famiglia - Paul Ginsborg, Famiglia Novecento
- 17/01/2014 - Le mamme non sbagliano mai - Elisabetta Ambrosi, Mamma a modo mio e Valeria Prestisimone, La mamma, le mamme
- 20/01/2014 - Bankster - Federico Rampini, Banchieri. Storie dal nuovo banditismo globale
- 21/01/2014 - Tutto su mia madre - Pippo Delbono presenta lo spettacolo teatrale Sangue e il film Orchidee
- 22/01/2014 - La fabbrica della bellezza - Philippe Daverio, Guardar lontano, veder vicino
- 23/01/2014 - Allegro, non troppo - Patrizia Cavalli, Datura e Diana Tejera
- 24/01/2014 - La lingua del potere - Noam Chomsky, I padroni dell'umanità
- 27/01/2014 - Hitler? È del 1079 - Giacomo Mameli, Il forno e la sirena e Tobia Zevi
- 28/01/2014 - Un amore - Margaret Mazzantini, Splendore
- 29/01/2014 - Chiedimi se sono felice - Fernando Savater, Piccola bussola etica per il mondo che viene
- 30/01/2014 - Il gioco delle parti - Fabrizio Falco, Pensaci, Giacomino! e Claudio Vicentini, Il disagio del teatro e L'arte di guardare gli attori
- 31/01/2014 - La donna vulcano - Emma Dante, spettacolo teatrale Le sorelle Macaluso
- 03/02/2014 - Bambini - Valeria Parrella, Tempo di imparare e Diogo Mainardi, La caduta
- 04/02/2014 - Senti chi parla - Marco Travaglio, Viva il re!
- 05/02/2014 - Carla Fracci - Carla Fracci, Passo dopo passo
- 07/02/2014 - Ogni fine è un inizio - Josefa Idem, Partiamo dalla fine
- 10/02/2014 - Lo scasso - Emanuele Felice, Perché il Sud è rimasto indietro e Gian Antonio Stella, Se muore il Sud
- 12/02/2014 - In cattive acque - Nicolò Carnimeo, Com'è profondo il mare e Grammenos Mastrojeni, L'arca di Noè
- 13/02/2014 - Per questo mi chiamo Francesco - Andrea Riccardi, La sorpresa di Papa Francesco. Crisi e futuro della Chiesa e Elisabetta Piqué, Francesco. Vita e rivoluzione
- 14/02/2014 - Non c'è gusto in Italia a essere intelligenti - Barbara Serra, Gli italiani non sono pigri
- 17/02/2014 - Sotto a chi tocca - Aldo Cazzullo, Basta piangere! e Massimiliano Virgilio, Arredo casa e poi mi impicco
- 18/02/2014 - Si può fare - Corrado Formigli, Impresa impossibile e Benedetta Bruzziches
- 19/02/2014 - Per un pezzo di carta - Pier Luigi Celli, Alma matrigna
- 21/02/2014 - E io pago! - Innocenzo Cipolletta, In Italia paghiamo troppe tasse. Falso!
- 24/02/2014 - Ragione e sentimento - Carlo Rovelli, La realtà non è come ci appare
- 25/02/2014 - Il golpe invisibile - Luciano Gallino, Il colpo di Stato di banche e governi e Guido Maria Brera, I diavoli
- 26/02/2014 - L'utopia necessaria - Beniamino de' Liguori e Riccardo Cecchetti, Adriano Olivetti, un secolo troppo presto
- 27/02/2014 - Un certo modo di sorridere - Edgar Morin, La mia Parigi, i miei ricordi
- 28/02/2014 - Lo sguardo che manca - Alberta Basaglia, Le nuvole di Picasso
- 03/03/2014 - Di fragile e incerta costituzione - Giuseppe De Rita e Antonio Galdo, Il popolo e gli dei
- 04/03/2014 - Piuttosto che - Silverio Novelli, Si dice? Non si dice? Dipende; Francesca Serafini con Luca Serianni, Questo è il punto
- 05/03/2014 - Il coraggio infrangibile - Giordano Bruno Guerri, Italo Balbo
- 06/03/2014 - Vuoto di memoria - Simone Cristicchi, Magazzino 18
- 07/03/2014 - Vola la carta - Marzio Barbagli, Storia di Caterina
- 10/03/2014 - Mi fido di te - Don Gino Rigoldi, Ricostruire la speranza
- 11/03/2014 - Ritorno al futuro: frugalità - Paolo Legrenzi, Frugalità
- 12/03/2014 - Ritorno al futuro: comunità - Domenico De Masi, Mappa mundi
- 13/03/2014 - Verso l'infinito e oltre - Luca Ricolfi, L'enigma della crescita
- 14/03/2014 - L'Italia s'è persa - Antonio Gnoli e Gennaro Sasso, I corrotti e gli inetti. Conversazioni su Machiavelli
- 17/03/2014 - Il tempo giusto - Nicola Piovani, La musica è pericolosa
- 18/03/2014 - Ti ricordi?, Giulio Scarpati, Ti ricordi la Casa Rossa?
- 19/03/2014 - Innocenti evasioni - Stefano Livadiotti, Ladri. Gli evasori e i politici che li proteggono
- 20/03/2014 - L'eroe imperfetto - Beatrice Alemagna, I cinque malfatti; Giovanni Nucci, Ulisse. Il mare colore del vino
- 21/03/2014 - Armi, acciaio e malattie - Jared Diamond, Il mondo fino a ieri
- 24/03/2014 - Volevo la Luna - Massimo Donà, Misterio grande
- 25/03/2014 - I comunisti mangiano i bambini - Monica Granchi, Mio nonno era comunista
- 26/03/2014 - Il partito della polizia - Marco Preve, Il partito della polizia
- 27/03/2014 - L'ascensore bloccato - Maurizio Franzini, Disuguaglianze inaccettabili
- 28/03/2014 - Nome in codice: Kasper - Agente Kasper e Luigi Carletti, Supernotes
- 31/03/2014 - Bella ciao - Giampaolo Pansa, Bella ciao
- 01/04/2014 - Ritorno al futuro: l'italiano - Luca Serianni, Leggere, scrivere, argomentare
- 02/04/2014 - Racconti di formazione - Francesco Trento, La guerra non era finita; Daniele Biacchessi, Giovanni e Nori. Una storia d'amore e di resistenza
- 07/04/2014 - Produzione intelligente - Giuseppe Berta, Produzione intelligente
- 08/04/2014 - Essere maestri - Antonella Lattanzi, Prima che tu mi tradisca e il progetto "Piccoli maestri"; Mario Tagliani, Il maestro dentro
- 09/04/2014 - Compagni di strada - Pierluigi Di Piazza, Compagni di strada
- 10/04/2014 - Terre di fuochi e di bugie - Rossano Ercolini, Non bruciamo il futuro
- 11/04/2014 - Quando il gioco si fa duro - Nadia Toffa, Quando il gioco si fa duro
- 14/04/2014 - Non è più come prima - Massimo Recalcati, Non è più come prima. Elogio del perdono nella vita amorosa
- 15/04/2014 - La crisi dell'utopia - Luciano Canfora, La crisi dell'utopia
- 16/04/2014 - L'età dell'estremismo - Marco Belpoliti, L'età dell'estremismo
- 17/04/2014 - Perseveranza - Salvatore Natoli, Perseveranza
- 18/04/2014 - La vita è un viaggio - Beppe Severgnini, La vita è un viaggio
- 22/04/2014 - Altri mondi - Stefano Vicari, Insalata sotto il cuscino e Raffaella Romagnolo, Tutta questa vita
- 23/04/2014 - Primo verso - Stefania Sandrelli, Primo verso
- 25/04/2014 - Amare, disobbedire, resistere - Gioele Dix, Quando tutto questo sarà finito
- 28/04/2014 - La nascita della intersoggettività - Massimo Ammaniti, La nascita della intersoggettività
- 29/04/2014 - Generazioni - Remo Bodei, Generazioni. L'età della vita, l'età delle cose
- 30/04/2014 - Un paese ben coltivato - Giorgio Boatti, Un paese ben coltivato
- 01/05/2014 - Se c'è lavoro c'è festa - Giovanna Boursier e Mauro Magatti, Lavorare manca
- 02/05/2014 - Nessuno è innocente - Massimo Carlotto, Il mondo non mi deve nulla
- 05/05/2014 - Un tempo tutto per sé - Massimiliano Timpano e Pier Francesco Leofreddi, Chiuso per Kindle; Filippo Nicosia, Pianissimo. Libri sulla strada
- 06/05/2014 - Oggi pizza! - Alessandro Marzo Magno, Il genio del gusto e Elisabetta Moro, La dieta mediterranea
- 07/05/2014 - Istruzioni per l'uso del futuro - Tomaso Montanari, Istruzioni per l'uso del futuro
- 08/05/2014 - Massimo Cacciari, Labirinto filosofico[1]
- 09/05/2014 - Claudio Magris, Ti devo tanto di ciò che sono. Lettere con Biagio Marin[1]
- 12/05/2014 - Gustavo Zagrebelsky e Luciano Canfora, La maschera democratica dell'oligarchia[1]
- 13/05/2014 - Massimo Gramellini, La magia di un buongiorno[1]
- 14/05/2014 - Marco Politi, Francesco tra i lupi. Il segreto di una rivoluzione[1]
- 15/05/2014 - Il declino dell'Impero americano - Sergio Romano, Il declino dell'Impero americano
- 16/05/2014 - La scuola non serve a niente - Andrea Bajani, La scuola non serve a niente
- 19/05/2014 - Un millimetro in là - Marino Sinibaldi, Un millimetro in là. Intervista sulla cultura
- 21/05/2014 - Cercatori di meraviglia - Amedeo Balbi, Cercatori di meraviglia
- 22/05/2014 - I libri che cambiano la vita - Piero Dorfles, I cento libri e Giulio Passerini, Nemici di penna
- 23/05/2014 - Vi aspettavo - Antonella Mascali, Vi aspettavo
- 26/05/2014 - La figlia del Papa - Dario Fo, La figlia del Papa
- 27/05/2014 - L'altro Dante - Marco Santagata e Gianfranco Fioravanti, Opere di Dante Alighieri
- 28/05/2014 - Silenzio - Mario Brunello, Silenzio
- 29/05/2014 - Unidea di destino - Tiziano Terzani, Unidea di destino
- 02/06/2014 - Democrazia ibrida - Ilvo Diamanti, Democrazia ibrida
- 03/06/2014 - La Grande Guerra 1914-2014 - Emilio Gentile, Due colpi di pistola, dieci milioni di morti, la fine di un mondo. Storia illustrata della Grande Guerra
- 04/06/2014 - Noi che abbiamo l'animo libero - Edoardo Boncinelli e Giulio Giorello, Noi che abbiamo l'animo libero
- 05/06/2014 - Ascoltare Beethoven - Giovanni Bietti, Ascoltare Beethoven

### Seconda edizione (2014-2015)
Queste sono le puntate trasmesse nella seconda edizione della trasmissione. Nell'elenco è specificata la data, il nome degli ospiti con il titolo dei libri presentati.
- 29/09/2014 - Giuseppe Civati, Qualcuno ci giudicherà
- 30/09/2014 - Alfredo Zuppiroli, Le trame della cura
- 01/10/2014 - Massimo Recalcati, L'ora di lezione. Per un'erotica dell'insegnamento
- 02/10/2014 - Eraldo Affinati, Vita di vita
- 03/10/2014 - Tomaso Montanari, Alfabeto figurativo. Trenta opere d'arte lette ai più piccoli
- 07/10/2014 - Francesca Borri, La guerra dentro
- 08/10/2014 - Armando Massarenti, Istruzioni per rendersi felici
- 09/10/2014 - Leonardo Becchetti, Wikieconomia. Manifesto dell'economia civile
- 10/10/2014 - Anna Simone, I talenti delle donne. L'intelligenza femminile al lavoro
- 13/10/2014 - Elisabetta Gualmini, Le mamme ce la fanno
- 14/10/2014 - Roberto Esposito, Le persone e le cose
- 15/10/2014 - Vincenzo Imperatore, Io so e ho le prove. Confessione di un ex manager bancario
- 16/10/2014 - Lydia Cacho, I demono dell'Eden
- 17/10/2014 - Simone Lenzi, Mali minori

### Terza edizione (2015-2016)
Queste sono le puntate trasmesse nella seconda edizione della trasmissione. Nell'elenco è specificata la data, il nome degli ospiti con il titolo dei libri presentati. Tra gli ospiti spicca il nome del francese Daniel Pennac.
- 25/09/2015 - Maurizio Maggiani, Il Romanzo della Nazione
- 09/10/2015 - Natalia Aspesi, Delle donne non si sa niente
- 20/10/2015 - Erica Jong, Donna felicemente sposata cerca uomo felicemente sposato; Valentina Diana, Mariti
- 30/10/2015 - Giuseppe Sgarbi, Non chiedere cosa sarà il futuro con Vittorio Sgarbi (autore non presente in studio); Vittorio Sgarbi, Dal cielo alla terra
- 13/11/2015 - Rita Pavone, Tutti pazzi per Rita
- 27/11/2015 - Stefano Rodotà, Diritto d'amore
- 03/12/2015 - Orhan Pamuk, La stranezza che ho nella testa; Fabio Del Giudice (non scrittore)
- 09/12/2015 - Giulia Bongiorno, Le donne corrono da sole
- 15/12/2015 - Claudio Magris, Non luogo a procedere
- 15/01/2016 - Renzo Arbore, E se la vita fosse una jam session ?
- 21/01/2016 - Melita Cavallo, Si fa presto a dire famiglia; Arianna Giammarino (non scrittrice)
- 04/02/2016 - Giovanni Allevi, Vi porterò con me
- 11/03/2016 - Guido Tonelli, La nascita imperfetta delle cose
- 21/03/2016 - Suad Amiry, Damasco
- 01/04/2016 - Antonio Monda, L'Indegno; Paolo Cognetti, New York Stories
- 04/04/2016 -
- 05/04/2016 - Daniela Morelli, SOS uomo in mare; Carlotta Sami (non scrittrice)
- 06/04/2016 -
- 07/04/2016 - Edoardo Albinati, La scuola cattolica
- 08/04/2016 - Rosetta Loy, Forse
- 11/04/2016 -
- 12/04/2016 - Marco Malvaldi, L'infinito tra parentesi
- 13/04/2016 -
- 14/04/2016 -
- 15/04/2016 - Edoardo Boncinelli, Contro il sacro
- 18/04/2016 -
- 19/04/2016 - Franco Rotelli, L'istituzione inventata; Simona Vinci, La prima verità;
- 20/04/2016 -
- 21/04/2016 - Marco Aime, Contro il razzismo
- 22/04/2016 - Nadia Fusini, Vivere nella tempesta; Salvatore Striano, La tempesta di Sasà
- 26/04/2016 - Federico Rampini, Banche: possiamo ancora fidarci ?
- 27/04/2016 -
- 28/04/2016 -
- 29/04/2016 - Roberto Vacca, Come fermare il tempo
- 02/05/2016 -
- 03/05/2016 - Roberto Vecchioni, La vita che si ama
- 04/05/2016 -
- 05/05/2016 -
- 06/05/2016 - Gianrico Carofiglio, Passeggeri notturni
- 09/05/2016 - Lilli Gruber, Prigionieri dell'Islam
- 10/05/2016 - Emilio Gentile, Il capo e la folla
- 11/05/2016 -
- 12/05/2016 -
- 13/05/2016 -
- 16/05/2016 -
- 17/05/2016 -
- 18/05/2016 -
- 19/05/2016 - Fabrizio De André, Sotto le ciglia chissà con Dori Ghezzi (autore defunto)
- 20/05/2016 - Gianna Schelotto, Chi ama non sa; in collegamento video Armando Massarenti, 20 lezioni d'amore
- 23/05/2016 -
- 24/05/2016 - Carlo Cottarelli, Il macigno
- 25/05/2016 -
- 26/05/2016 - Stefano Massini, Lavoro
- 27/05/2016 - Giancarlo De Cataldo, Come si racconta una storia nera; Marcello Fois, Manuale di lettura creativa

Dal 2016 il programma è stato sostituito, nella stessa fascia oraria, da Quante storie, condotto inizialmente da Corrado Augias.

## Sigla
La sigla musicale della trasmissione è Siboney di Ernesto Lecuona, eseguita dagli GnuQuartet.